# 於保氏
於保氏（おほし、おぼし）は、日本の氏族。日本最古の皇別氏族とされる、多氏（おおし／おおうじ）の末裔説がある。
藤原北家隆家流と称した肥前高木氏の分流であり、高木宗益が肥前国佐賀郡於保村に拠り、初めて於保氏を称した。
『歴代鎮西志』には文治2年（1186年）に初めて於保氏の名が現れている。また、後に佐賀藩士となった一族の於保作左衛門方から寛政年間（1789年）に発見された文書に関連記述が見られる。
所領は、現在の於保天満宮（於保氏館後と伝えられる）を中心とし嘉瀬川の西部一帯と伝わる。